# Velká Británie (ostrov)

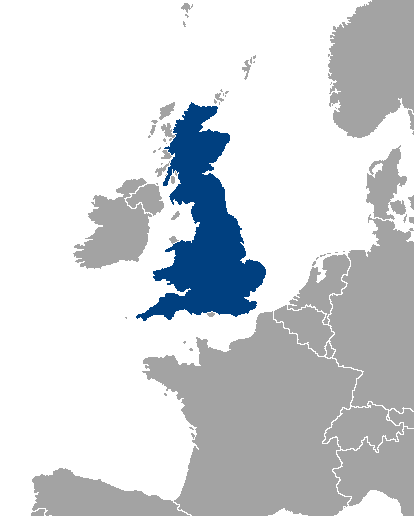
Velká Británie na mapě Evropy

Velká Británie (anglicky Great Britain) je ostrov na severozápadě Evropy, největší ostrov ze souostroví Britských ostrovů na severozápadě Evropy. S rozlohou 216 325 km² je největším ostrovem Evropy a 9. největším na světě. Nejvzdálenější body ostrova (Land's End a John o' Groats) jsou vzdáleny 968 km. Na ostrově leží většina území Spojeného království Velké Británie a Severního Irska, konkrétně tří z jeho čtyř zemí – Anglie, Wales a Skotsko.
Název pochází od keltských Britů a přívlastek Velká ji odlišuje od Bretaně (Malé Británie).

## Poloha
Na východ od Velké Británie se nachází Severní moře. Na jihu ji dělí od evropské pevniny Lamanšský průliv, na jihozápad od ní se rozkládá Keltské moře. Na západní straně dělí Velkou Británii a Irsko Irské moře se Svatojiřským a Severním průlivem a na severozápadě lemuje Velkou Británii pás Hebridských ostrovů, za nimiž se prostírá Atlantský oceán. Klima ostrova je výrazně ovlivňováno teplým Golfským proudem. 
Ostrov je politicky je rozdělen mezi tři země, Anglii, Skotsko a Wales, které jsou součástí Spojeného království Velké Británie a Severního Irska.

## Historie názvu
Název Británie pochází od Britů (Britonů), původního keltského obyvatelstva Britských ostrovů. Ostrovy navštívil a jejich název poprvé zapsal ve druhé polovině 4. století př. n. l. řecký mořeplavec Pýtheás z Massalie, dochovalo se však pouze přepisem u dalších autorů jako Prettaniké či Bretanniké. Po dobytí většiny ostrova Římany v 1. století  n. l. zde byla zřízena provincie s latinizovaný názvem Britannia. Od 5. století se mnoho pořímštěných keltských Britů uchýlilo kvůli invazi Anglosasů za moře do Armoriky v Galii. Z této doby pochází rozlišení na Velkou Británii a Malou Británii, dnešní Bretaň obývanou britskými přistěhovalci, Bretonci.
Termín Velká Británie se začal šířeji užívat poté, co skotský král Jakub VI. nastoupil roku 1603 coby Jakub I. také na anglický trůn. Oba dosud samostatné státy – království Anglie (zahrnující také knížectví Wales) a království Skotsko – se tak ocitly v personální unii. K jejich neformálnímu spojení došlo roku 1707, kdy bylo Zákonem o unii ustaveno Království Velké Británie. Další Zákon o unii z roku 1800 (s účinností od r. 1801) přičlenil k Velké Británii také Irsko, čímž vzniklo Spojené království Velké Británie a Irska. Poté, co byl roku 1922 na většině území Irska zřízen Svobodný irský stát a součástí Spojeného království zůstalo pouze šest hrabství v severoirské provincii Ulster, došlo v roce 1927 k odpovídající změně názvu na současné Spojené království Velké Británie a Severního Irska.